# 제임스 던 (배우)
제임스 던(James Dunn, 1901년 11월 2일 ~ 1967년 9월 1일) 또는 경력 초기에 사용한 필명인 지미 던(Jimmy Dunn)은 미국의 무대, 영화, 텔레비전 배우이자 보드빌 연기자이다.
1931년 영화 나쁜 여자로 데뷔하면서 하룻밤사이에 박스오피스 스타가 되었고 일련의 로맨틱 드라마, 코미디 영화들에 캐스팅되었다.

## 참여 작품

### 영화
- 나쁜 여자 (1931년 영화)
- 걸 인 419
- 365 나이츠 인 헐리우드
- 365 나이츠 인 헐리우드
- 브룩클린의 나무 성장

### 텔레비전
- 보난자 (드라마)